# Улав II Свети
Улав II Свети или Улав II Дебели  (норв. Olav den helige; 995 - 1030, Стиклестад) је био норвешки краљ (1015 - 1027 /1030 ).
Био је праунук првог норвешког краља Харалда Лепокосог .
Његова владавина била је испуњена ратовима, најчешће против Шведске и Данске, као и бунама. На унутрашњем плану ово раздобље обележио је успон земљопоседничког племства до владајућег положаја. Тада је било крупних и ситних земљопоседника, али су сви они имали исти општи положај и били су сви без разлике обавезни да се одазову краљевом позиву за рат .

## Норвешко царство
За време његове владавине је дефинитивно извршено уједињење читаве Норвешке; притом је звање јарла било сасвим укинуто .
Међутим, упркос недостатку јединства, Норвежани су тада заузимали пространо царство у северној Европи. Поред Норвешке држали су и велики део Ирске, Фарска, Хебридска, Оркнијска и Шетландска острва, Исланд, као и нека насеља на Гренланду. Норвешка власт је у Ирској била ограничена на градове које су основали - Вексфорд, Вотерфорд и Даблин. Ипак, још увек је држао пространо царство на северу Европе .

## Уређење Норвешке
У норвешком се друштву феудализам развијао врло слабо. Слободни сељаци-сопственици чинили су током читавог Средњег века основицу социјалног уређења Норвешке. Снага норвешке аристократије није се заснивала на експлоатацији сељаштва већ на раду робова, поморским разбојништвима и делом на трговини. Специфичност социјалног уређења Норвешке одредили су делом њени природни услови. Становништво те планинске и шумске земље с дугачком обалском линијом, дубоко испресецаном фјордовима, које је и данас крајње ретко, било је у средњем веку још ређе. Било је врло мало земље подесне за обрађивање, она је у малим парцелама лежала између брда и шума. Део становништва живео је по фјордовима, бавио се риболовом и морепловством. Из те средине полазили су смеони морнари и гусари у епохи викинга. Већи део Норвежана бавио се земљорадњом и сточарством: Особености норвешких предела одредиле су и особености њеног аграрног уређења. У њој су се сачували несумњиви трагови првобитног општинског поретка, особито упоседовању шума. Али у исто време ретке и разбацане парцеле погодне за обрађивањечиниле су сеоска насеља немогућним. Норвешки сељаци (с малим изузецима) становали су у индивидуалним имањима, често разбацаним на великом међусобном растојању, при чему су земљишта једног имања ретко била заједно већ су се обично састојала од разбацаних комада. Ти услови крајње су отежавали развитак крупног земљопоседа и организацију властелинског газдинства. Борба са суровом природом челичила је норвешког рибара и сељака, развијала у њима дух независности и вољу да се супротставе свим покушајима лишавања слободе .

## Покрштавање и феудализација
Незнатна су наша знања преко којих су хришћанска вера, институције римокатоличке цркве и феудализам пренесени у скандинавске земље. Међутим виталну улогу приликом ширења цивилизације римскохришћанске Европе имао је један огранак скандинавских народа - Нормана из Нормандије. Може се рећи да је највећа самостална сила при ширењу територије којом је папство стварно управљало била норманска феудална класа .
Постојање патријархалног ропства код Норвежана допринело је образовању родовске аристократије. У Норвешкој се запажају и први кораци феудализма који су нам познати из историје других земаља. Али напред побројени услови задржавали су у Норвешкој процес феудализације. За време његове владавине завршено је покрштавање Норвешке, које је наишло на јак отпор народа .
Сва је прилика да је за њега сврха одбацивања паганства била толико политичка колико и верска. Сматрао је наиме, да је црквена организација потребна једној ваљаној држави .

### Норвешки феудализам
Међутим, укупно гледано, изгледа да феудални систем није био доминантан у Норвешкој. Тамо су постојали племићи који су држали феуде, али је племство као целина своју моћ црпло из алодијалних земаља. Војна служба коју су племићи били дужни да врше и употреба страних титула као што је барон, витез и штитоноша, пружили су лажну феудалну представу друштва које у суштини то није било. Одсуство властеоског система било је још упадљивије. Феудалци и племићи нису имали право суђења, осима ако се не би десило да држе као феуд неку службу у краљевској управи; ипак право суђења било је признато као јавна служба тако да није било везано са поседовање земље. Мада је црква, заједно са племством, уживала право пореског имунитета, прелатски поседи нису имали статус феуда .

## Породично стабло
|  |                         |  |  |  |  |  |  |  |  |  |  |  |  |  |  |  |
|  | 16. Харалд Лепокоси     |  |  |  |  |  |  |  |  |  |  |  |  |  |  |  |
|  |                         |  |  |  |  |  |  |  |  |  |  |  |  |  |  |  |
|  |                         |  |  |  |  |  |  |  |  |  |  |  |  |  |  |  |
|  | 8. Bjørn Farmann        |  |  |  |  |  |  |  |  |  |  |  |  |  |  |  |
|  |                         |  |  |  |  |  |  |  |  |  |  |  |  |  |  |  |
|  |                         |  |  |  |  |  |  |  |  |  |  |  |  |  |  |  |
|  | 17. Svanhild            |  |  |  |  |  |  |  |  |  |  |  |  |  |  |  |
|  |                         |  |  |  |  |  |  |  |  |  |  |  |  |  |  |  |
|  |                         |  |  |  |  |  |  |  |  |  |  |  |  |  |  |  |
|  | 4. Gudrød Bjørnsson     |  |  |  |  |  |  |  |  |  |  |  |  |  |  |  |
|  |                         |  |  |  |  |  |  |  |  |  |  |  |  |  |  |  |
|  |                         |  |  |  |  |  |  |  |  |  |  |  |  |  |  |  |
|  | 2. Harald Grenske       |  |  |  |  |  |  |  |  |  |  |  |  |  |  |  |
|  |                         |  |  |  |  |  |  |  |  |  |  |  |  |  |  |  |
|  |                         |  |  |  |  |  |  |  |  |  |  |  |  |  |  |  |
|  | 1. Улав II Свети        |  |  |  |  |  |  |  |  |  |  |  |  |  |  |  |
|  |                         |  |  |  |  |  |  |  |  |  |  |  |  |  |  |  |
|  |                         |  |  |  |  |  |  |  |  |  |  |  |  |  |  |  |
|  | 6. Gudbrand Kula        |  |  |  |  |  |  |  |  |  |  |  |  |  |  |  |
|  |                         |  |  |  |  |  |  |  |  |  |  |  |  |  |  |  |
|  |                         |  |  |  |  |  |  |  |  |  |  |  |  |  |  |  |
|  | 3. Åsta Gudbrandsdatter |  |  |  |  |  |  |  |  |  |  |  |  |  |  |  |
|  |                         |  |  |  |  |  |  |  |  |  |  |  |  |  |  |  |
|  |                         |  |  |  |  |  |  |  |  |  |  |  |  |  |  |  |